# كريل مماثل
كريل مماثل (الاسم العلمي: Euphausia similis) هو نوع من المفصليات يتبع جنس الكريل من الفصيلة الكريلية.